# Longyearbyen

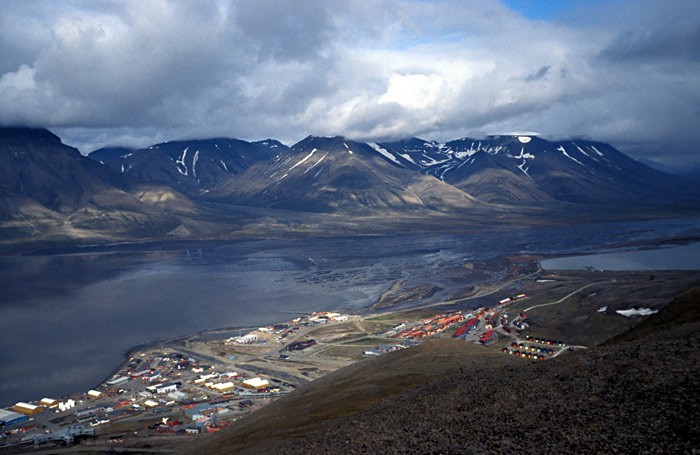
Longyearbyen sedd från Platåberget, med Adventfjordens inre del och Adventälvens delta.

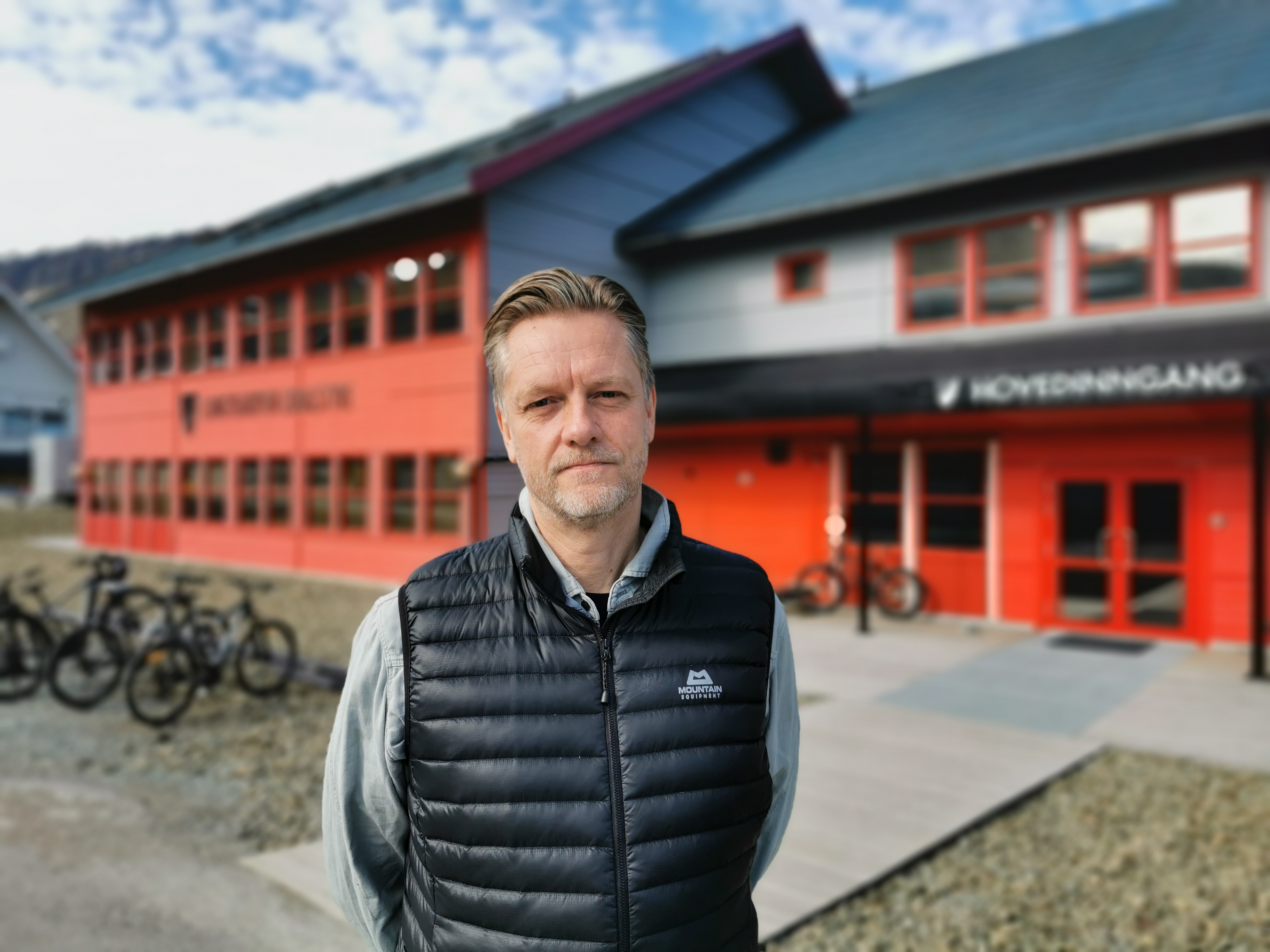
Leif Terje Aunevik, Mayor of Longyearbyen (2024)

Longyearbyen är en stad på Spetsbergen i ögruppen Svalbard. Staden är administrativt centrum i Svalbard och med drygt 2 595 invånare dess enda större ort. Staden är en av världens nordligaste bebodda platser. Flertalet invånarna är norska medborgare, men alla medborgare i länder som undertecknat Spetsbergtraktaten får fritt bosätta sig i Svalbard.
Orten grundades 1906 som Longyear City av det amerikanska gruvföretaget Arctic Coal Company med John Munroe Longyear som dominerande ägare. Gruvorna och byn köptes 1916 av norska Store Norske Spitsbergen Kulkompani A/S. Longyearbyen brändes till stor del ner och ödelades av tyska styrkor den 8 september 1943, men byggdes upp igen efter andra världskriget.
Tidigare var Longyearbyen ett brukssamhälle (”company town”). Från början av 1990-talet har samhället förändrats i takt med minskad kolbrytning. År 2025 är endast Gruve 7 i drift, men planerar att stänga juli 2025. Denna producerar omkring 60 000 årston kol, varav mer än hälften går till Longyear Energiverk. Idag är turism, forskning och utbildning nya och viktiga näringar. Svalbard flygplats, Longyear har flygförbindelse med fastlandet året runt. Närmaste större ort är Tromsø på det norska fastlandet, omkring 1.000 kilometer söderut.
År 2002 infördes lokalstyre i Longyearbyen med det folkvalda organet Longyearbyens lokalstyre, som bland annat fick ansvar för infrastruktur, stadsplanering och barnomsorg.

## Geografi

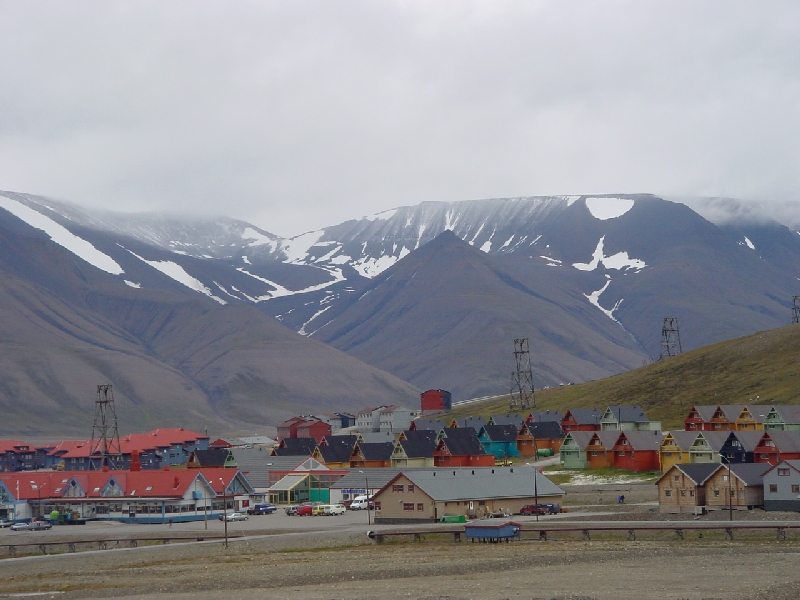
Del av centrum och ”Spisshusen” i Lia

Longyearbyen ligger i Adventdalen och i Longyeardalen på bägge sidor om Longyearälven. Längst in i tätorten låg den nu rivna Sverdrupbyen och ligger Nybyen på varsin sida av Longyearälven, som rinner genom samhället och ut i Adventfjorden, en vik av Isfjorden. Längre ut låg Gamle Longyearbyen och ligger stadsdelarna Haugen och Lia, där centrum ligger. Sysselmannen och Telenor håller till på Skjæringa, något innanför Sjöområdet, som domineras av administrationsbyggnader för Store Norske Spitsbergen Kulkompani A/S och Universitetscentret på Svalbard.
Den enda större bosättningen på Svalbard utöver Longyearbyen, Barentsburg, ligger cirka 36 kilometer västerut, längre ut i Isfjorden.

## Historik
Longyearbyen grundades 1906 av den amerikanske affärsmannen John Munroe Longyear. Tanken var att hans bolag Arctic Coal Company skulle bryta kol på platsen; företaget sålde dock 1916 verksamhet och bebyggelse till det norska företaget Store Norske Spitsbergen Kulkompani A/S.

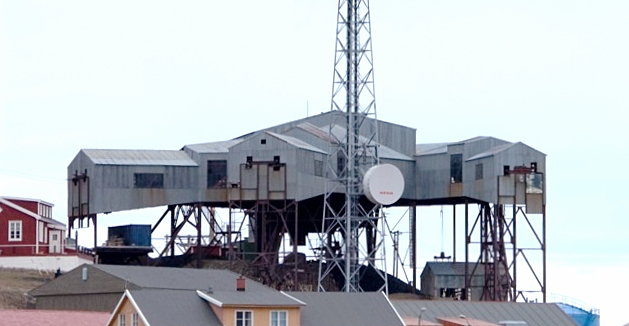
Linbanecentralen

Kolet transporterades fram till 1987 med Longyearbyens linbanesystem, som till stor del lämnats intakt efter att verksamheten upphörde. Den säregna linbanecentralen på bergssluttningen är byggnadsminnesförklarad.
Store Norske Spitsbergen Kulkompani A/S har under 1900-talet varit den största privata arbetsgivaren på Svalbard och är den största fastighetsägaren i Longyearbyen. Under de sista årtiondena har dock gruvbranschen blivit mindre dominerande, medan turistnäringen tillsammans med forskning och utbildning spelar en allt större roll.
Från 1981 har Longyearbyen gradvis blivit en stad med genomtänkt och karakteristisk färgsättning. Bebyggelsen är till största delen av trä och behöver på grund av det kalla och torra klimatet inte målas av tekniska skäl. 1981 ägdes i stort sett alla byggnader av Store Norske Spitsbergen Kulkompani A/S, som anlitade inredningsarkitekten Grete Smedal för att göra en färgplan för hela staden. Initiativtagarna betonade de estetiska värdenas betydelse för stadens invånare, och stadens unika färgkaraktär har också gjort den uppmärksammad som turistmål.

## Samhälle
För att vara en liten ort har Longyearbyen god infrastruktur. Flygplatsen Svalbard lufthavn, som är världens nordligaste flygplats med reguljär flygtrafik, har dagliga avgångar till fastlands-Norge. Eftersom det finns få vägar på Svalbard, flygs det regelbundet mellan Longyearbyen och Svea, Barentsburg och Ny-Ålesund. Det finns också fartygstrafik på sommaren. 
Longyearbyen var tidigare ett mansdominerat samhälle, där de flesta arbetade i kolgruvsindustrin. Detta började på allvar ändras från 1980-talet. Ögruppen Svalbard saknar helt omsättningsskatt, vilket dock för många varor uppvägs av höga transportkostnader. Alkohol säljs till lägre priser än i fastlands-Norge i butiken Nordpolet. Svalbard ingår inte i skatteunion med Norge, eftersom det står i Svalbardtraktaten att uttagna skatter ska stanna på öarna. Därför räknas varuhandel med Norge som export och det finns begränsade skattefria kvoter för privatpersoner.
Årligen hålls Spetsbergen Marathon, med start och målgång vid sporthallen i Longyearbyen.
Sporthallen i Longyearbyen har bland annat en fullängdssimbassäng. Världens nordligaste hotell, bland andra Funken Lodge och SAS Radisson Polar Hotel, ligger i Longyearbyen. 
Dagstidningen Svalbardposten ges ut i Longyearbyen varje vecka.

## Infrastruktur

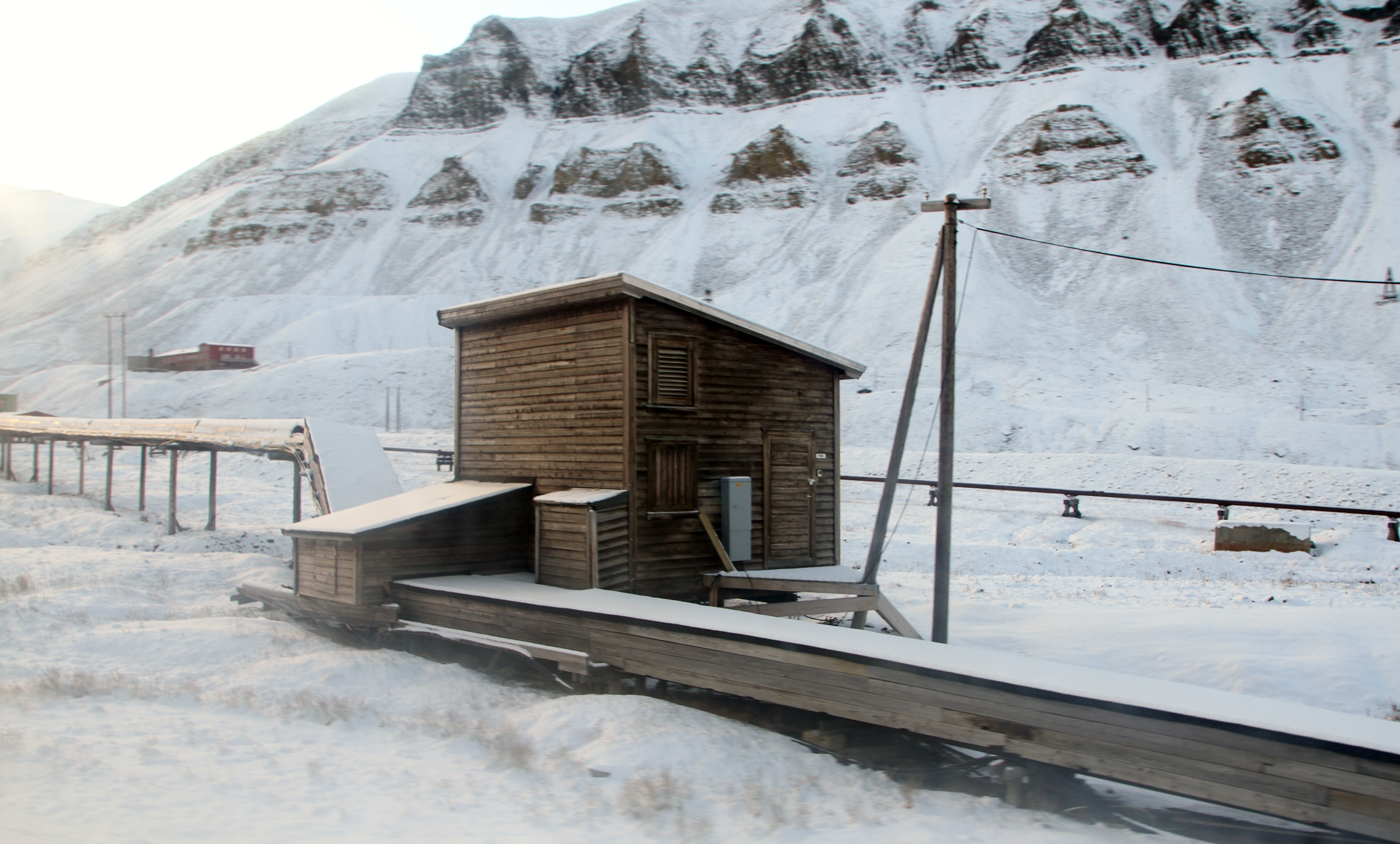
Vattenförsörjningssystemet i ledningar ovan marknivå

Longyearbyens hamn har en hamn för bland annat kryssningsfartyg i centrum nära Longyearälvens utlopp i Adventfjorden, samt en hamn för kolexport på Hotellneset vid Adventfjordens mynning i Isfjorden. Det finns inga isbrytare som opererar vid Svalbard, och hamnen är under normalår inte garanterat tillgänglig året runt.
Det finns sammanlagt 50 kilometer vägar i Longyearbyen. Vägnätet sträcker sig utanför staden endast till hyttområdet i Björndalen bortom Hotellneset och till Gruve 7 i Adventdalen. Vintertid finns skoterleder till Barentsburg och Sveagruvan via Adventdalen och Longyeardalen.
Vattenförsörjning sker från färskvattendammen Isdammen i Adventdalen. Innan ledningar byggdes, levererades dricksvatten till husen som is från Isdammen med häst och släde. Hästtransporter användes i Longyearbyen till 1968, också tidigare för att dra malmvagnar på industrispår i Gamle Longyearbyen.
På grund av permafrosten kan grävarbeten i marken ske endast under två månader om året, och endast ske ned till ungefär en halv meters djup. Ledningssystem är därför normalt byggda över marknivån, till exempel rör för varmvatten i fjärrvärmesystemet. Uppvärmning av fastigheterna i staden sker i huvudsak genom fjärrvärme från det lokala kraftvärmeverket Longyear Energiverk.
Tele- och datakommunikationerna är av mycket hög klass och helt baserat på fiberkabel genom Telenor Svalbard. Den centrala delen av staden täcks av ett testnät för 4G/LTE, övriga av 3G-nät. Svalbard är förbundet med norska fastlandet med Svalbardsfiberkabeln. 
Staden saknar helt avloppsrening.
Longyearbyen har (2022) ett litet sjukhus men ingen förlossningsavdelning och ingen begravningsplats. I staden finns en skola för barn, en folkhögskola och ett universitetscentrum med inriktning på arktiska frågor.

## Stadsdelar
- Gamle Longyearbyen
- Skjæringa
- Sjøområdet
- Nybyen
- Sverdrupbyen
- Haugen
- Hotellneset

## Klimat
I Longyearbyen råder, liksom på övriga Svalbard, polarklimat. Större delen av året är staden snötäckt, förutom under cirka fyra månader juni-september då temperaturen är strax över noll grader till cirka 10 plusgrader. Permafrost råder, vilket gör att det inte kan växa några träd eller buskar, däremot finns det ett antal mindre växter samt gräs och mossa. Klimatet är ändå förhållandevis milt om man ser till ortens och ögruppens nordliga latitud. Medeltemperaturen i januari är till exempel högre än i en stad i södra Sibirien och över 20 grader högre än i andra områden på samma breddgrad. Även hamnen är isfri, eller har endast ett förhållandevis tunt islager, en stor del av året, på grund av den nordatlantiska driften.
|                                            | Jan | Feb | Mar  | Apr | Maj | Jun | Jul  | Aug  | Sep  | Okt | Nov  | Dec |
| ------------------------------------------ | --- | --- | ---- | --- | --- | --- | ---- | ---- | ---- | --- | ---- | --- |
| Normaldygnets maximitemperaturs medelvärde | −12 | −12 | −11  | −8  | −2  | 4   | 8    | 7    | 2    | −4  | −7   | −10 |
| Normaldygnets minimitemperaturs medelvärde | −16 | −17 | −16  | −14 | −5  | 1   | 5    | 4    | 0    | −7  | −11  | −15 |
|                                            |     |     |      |     |     |     |      |      |      |     |      |     |
| Nederbörd                                  | 6,9 | 7,6 | 10,7 | 8,1 | 4,1 | 6,3 | 14,4 | 17,2 | 13,9 | 8,3 | 11,3 | 9,5 |

| Diagram | temperaturer i °C • månadsnederbörd i mm • Källa: MSN Weather | temperaturer i °C • månadsnederbörd i mm • Källa: MSN Weather | temperaturer i °C • månadsnederbörd i mm • Källa: MSN Weather | temperaturer i °C • månadsnederbörd i mm • Källa: MSN Weather | temperaturer i °C • månadsnederbörd i mm • Källa: MSN Weather | temperaturer i °C • månadsnederbörd i mm • Källa: MSN Weather | temperaturer i °C • månadsnederbörd i mm • Källa: MSN Weather | temperaturer i °C • månadsnederbörd i mm • Källa: MSN Weather | temperaturer i °C • månadsnederbörd i mm • Källa: MSN Weather | temperaturer i °C • månadsnederbörd i mm • Källa: MSN Weather | temperaturer i °C • månadsnederbörd i mm • Källa: MSN Weather | temperaturer i °C • månadsnederbörd i mm • Källa: MSN Weather |
|         | 7 -12 -16                                                     | 8 -12 -17                                                     | 11 -11 -16                                                    | 8 -8 -14                                                      | 4 -2 -5                                                       | 6 4 1                                                         | 14 8 5                                                        | 17 7 4                                                        | 14 2 0                                                        | 8 -4 -7                                                       | 11 -7 -11                                                     | 10 -10 -15                                                    |